# Mýa
Mýa Marie Harrison, conosciuta semplicemente come Mýa (Washington, 10 ottobre 1979), è una cantante e attrice statunitense, giunta al successo alla fine degli anni novanta.
Mýa ha inciso album certificati multi platino e ha vinto un Grammy per la sua collaborazione nella canzone Lady Marmalade, colonna sonora del film Moulin Rouge!. Sebbene il suo nome d’arte sia Mýa, in alcuni film compare come Mya Harrison.

## Biografia

### Infanzia
Figlia di madre italo-americana e padre afroamericano, Mýa Marie Harrison nasce il 10 ottobre 1979 a Prince George's County, Maryland, una vasta contea suburbana vicino a Washington D.C. e ha due fratelli più piccoli, Chaz e Nigel. Inizia presto a studiare canto e tip tap, prendendo lezioni anche a New York da Savion Glover, famoso coreografo di Broadway che comprende fin dall'inizio le potenzialità della giovane. Lo studio di Mýa all'inizio si concentra soprattutto sulla danza e il suo talento di danzatrice le permette di apparire nello show della BET Teen Summit. Al liceo Mýa è una cheerleader e suo padre, musicista professionista, la introduce nello studio della musica, mandandola anche a lezioni di violino.

### Mya(1998)
Nel 1997 Mýa firma un contratto con la Haqq Islam's University Records, grazie all'aiuto dei suoi amici membri del gruppo R&B Dru Hill, i quali scrivono molte canzoni per l'album di esordio della cantante, attirando l'attenzione di Haqq Islam, fondatore dell'etichetta. Il primo album dell'artista, semplicemente intitolato Mya, esce il 21 aprile 1998 sotto la Interscope Records e mette in luce la giovane nel mondo della musica. L'album diventa in breve doppio disco di platino e riesce a produrre tre singoli: It's All About Me (#2 nelle R&B charts e #6 nella Hot 100), scritta da Sisqó dei Dru Hill che collabora anche vocalmente alla canzone; Movin' On (#4 nelle R&B charts e #34 nella Hot 100) in compagnia di Silkk The Shocker e My First Night With You, ballad composta da Babyface e Diane Warren.
Grazie al suo album, Mýa riceve due nomination ai Soul Train Music Awards, nelle categorie Best R&B/Soul Album e Best New Artist

### Prime collaborazioni
Il successo dell'artista e dell'album prosegue grazie a importanti collaborazioni con artisti del panorama Urban che la fanno conoscere nel resto del mondo. Nel 1998 Mýa appare con Ol' Dirty Bastard sul singolo tormentone di Pras, Ghetto Supastar (That Is What You Are), tratto dall'omonimo album del componente dei Fugees e singolo portante della colonna sonora del film Bulworth - Il senatore, con Warren Beatty e Halle Berry. Il singolo entra nella top 20 della Hot 100 e nella top 10 delle classifiche R&B, oltre a raggiungere il numero 2 delle UK charts e ad avere successo in molti altri Paesi: è il primo singolo in cui compaia Mya ad arrivare al numero 1 in Nuova Zelanda, ottenendo la prima posizione anche nei Paesi Bassi e in Germania.
Alla fine dello stesso anno Mýa torna nelle zone alte della classifica grazie al singolo tratto da un'altra colonna sonora, quella di The Rugrats Movie: Take Me There (la cui sonorità evoca l'infantilismo del film) vede la cantante collaborare col gruppo R&B dei BLACKstreet, con l'aggiunta del rap di Ma$e e di Blinky Blink; anche questo brano entra nella top 10 del Regno Unito e delle classifiche R&B di Billboard, oltre a raggiungere la numero 12 della Hot 100 (superando il successo di Ghetto Supastar (That Is What You Are), che si era fermato al numero 15): è il secondo singolo del 1999 ad arrivare al numero 1 in Nuova Zelanda, dove diventa uno dei tre singoli di Mya ad aver raggiunto la prima posizione.
Nel 1999 Mýa "restituisce il favore" a Silkk The Shocker (guest-star nella sua precedente hit Movin' On) cantando nel singolo Somebody Like Me, tratto dal secondo album del rapper.

### Fear of Flying(2000)
Il 25 aprile del 2000 esce il secondo lavoro dell'artista, Fear of Flying, che esordisce nella top 20 della Hot 200 con oltre 70 000 copie vendute nella prima settimana. Il primo singolo, The Best of Me, in compagnia di Jadakiss, non ha successo come i singoli precedenti. Ma inaspettatamente la scelta del singolo successivo si rivela molto fortunata: Case of the Ex raggiunge il numero 2 della Hot 100 nell'autunno del 2000 e il video della canzone è uno dei più programmati in TV. Gli USA non sono l'unica nazione dove il singolo diventa il più grande successo di Mýa come solista; Case of the Ex è il primo e finora unico singolo della cantante a entrare nella top 10 inglese, raggiungendo il numero 3; in Australia supera addirittura il successo americano, arrivando alla numero 1 nel marzo del 2001, rimanendo due settimane in vetta e ben diciotto settimane in classifica. Successivamente viene pubblicato un remix del primo singolo Best Of Me, prodotto da Trackmasters e con la partecipazione di Jay-Z, che pur non entrando nell top 40 resta tuttora uno dei pezzi urban più trasmessi e amati dai dj.
Fear of Flying, accolto da recensioni eterogenee, diviene platino in meno di un anno e porta Mya nell'olimpo delle star.

### Colonne sonore e film
Nel 2001 Mya torna nei negozi con Free, singolo prodotto da Jimmy Jam & Terri Lewis e tratto dalla colonna sonora di Shark 3D. Il pezzo, decisamente più pop e dance rispetto alla musica precedentemente incisa dall'artista, non ha successo negli Stati Uniti, mentre diventa una hit nel Regno Unito, dove arriva alla numero 11, mentre in Australia arriva nella top 5 e rimane in classifica per quindici settimane, bissando il successo di Case Of The Ex.
Ma la colonna sonora che permette a Mýa di raggiungere la prima posizione in tutto il mondo è quella di Moulin Rouge!. La cover di Lady Marmalade di Patti LaBelle, in collaborazione con le popstar Christina Aguilera e Pink e con la rapper Lil' Kim, grazie alla produzione di Missy Elliott e Rockwilder e a un video particolarmente sexy e provocante (ispirato ai peep show), si trasforma nel più grande successo dell'anno. Lady Marmalade raggiunge la numero 1 della Billboard Hot 100 il 27 maggio 2001 e vi rimane per cinque settimane, proclamandosi secondo singolo della storia a raggiungere la prima posizione della Hot 100 grazie solo al passaggio in radio (dopo Try Again di Aaliyah dell'anno precedente). La canzone ha successo in tutto il mondo e conquista la numero 1 di tutte le classifiche di Billboard e di moltissimi Paesi, tra cui Regno Unito, Australia (per tre settimane), Nuova Zelanda (per tre settimane), Germania, Svezia (per tre settimane), Svizzera (per sei settimane), Brasile, Argentina (per nove settimane), Cile, Canada e Spagna. Laddove non raggiunge la vetta, entra comunque in top 20 o meglio. Per la prima volta Mýa entra nella classifica italiana. Lady Marmalade vince il Grammy come Best Pop Collaboration e due MTV Video Music Awards: "Video Of The Year" e "Best Video From A Movie". Il pezzo viene considerato ovviamente un punto di svolta per la carriera di tutte e quattro le cantanti.
Nel tardo 2001 Mýa pubblica (stavolta da sola) il singolo tratto dalla colonna sonora del film della Disney Atlantis - L'impero perduto, Where The Dreams Take You. Purtroppo la canzone non ha successo, dimostrando come Mya abbia difficoltà a sfondare senza l'aiuto di altri artisti, soprattutto al di fuori dei Paesi anglosassoni.
Ma la poliedrica Mýa non si limita a entrare nel mondo del cinema solo tramite le colonne sonore; nel 2002 l'artista fa il suo vero esordio sul grande schermo grazie a un ruolo di rilievo nel musical Chicago, Oscar come Miglior Film agli Academy Awards del 2003. Grazie a questo lavoro, Mya guadagna molta stima come attrice e ottiene addirittura due premi: il prestigioso Screen Actors Guild Award e il Phoenix Film Critics Society Award, questo condiviso col resto del cast (che annovera tra gli altri Richard Gere, Renée Zellweger e Catherine Zeta-Jones).
Le richieste cinematografiche arrivano a fiumi e negli a seguire Mýa recita in molti film, per alcuni dei quali registra anche delle canzoni: nel 2004 è nei film dedicati al ballo Dirty Dancing: Havana Nights e Shall we dance? e nel 2005 è una delle vittime dell'horror Cursed - Il maleficio, dimostrando di non essere la solita cantante che sperimenta la via del cinema.

### Moodring(2003)
Dopo un'attesa lunga tre anni, il 22 luglio 2003 esce finalmente il terzo album della cantante, Moodring, che esordisce al numero 3 della Billboard Hot 200 e vende più di 100 000 copie solo nella prima settimana di pubblicazione. Moodring rappresenta l'esordio più alto nella carriera di Mýa. L'album presenta molte influenze rispetto ai lavori precedenti, dal jazz al ragga all'elettronica. Grazie a Lady Marmalade Mýa continua a collaborare con le sue vecchie colleghe, Pink che scrive Take This Picture e Missy Elliott, la quale produce il primo singolo dell'album, My Love Is like...Wo; il singolo entra nella top 20 sia della classifica R&B sia di quella pop, diventando uno dei pezzi più famosi della cantante.
Il video di My Love Is like...Wo riceve due nomination agli MTV Video Music Awards del 2003, come Best Dance Video (vinto da Justin Timberlake) e Best Choreography In A Video (vinto da Beyoncé).
Il secondo singolo, Fallen, un pezzo mid-tempo che usa vari campionamenti, non ha successo come il primo e si rivela un flop.
Moodring con oltre 900 000 copie vendute viene certificato disco d'oro.

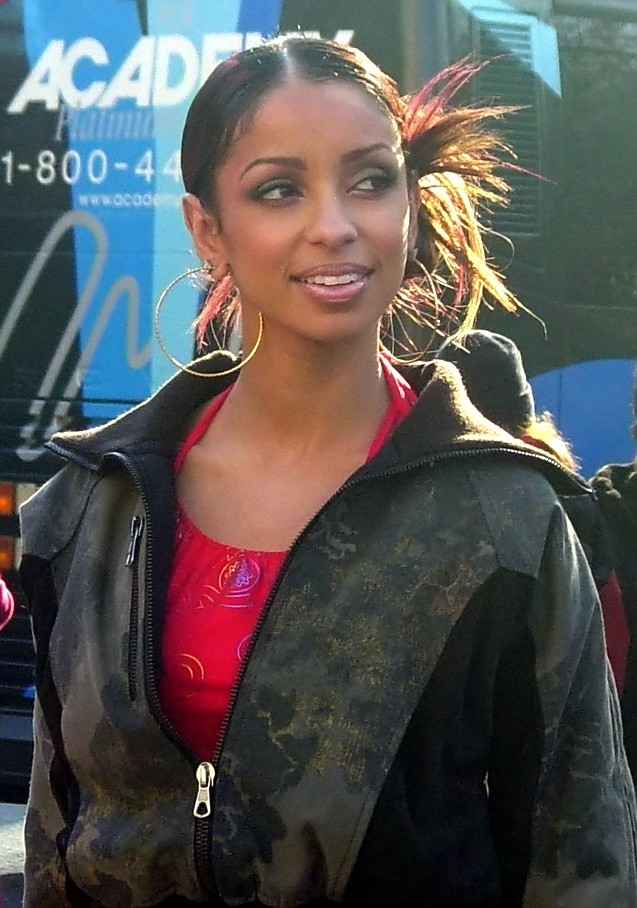
Mýa a New York nel 2003

Inoltre nel 2005 appare come protagonista dell'episodio 16 del telefilm NCIS della seconda stagione dal titolo Pop Life.

### LiberationeSugar & Spice(2007-2008)
Nel 2005 Mýa lascia la A&M Records e firma un contratto con la storica Motown Records. Oltre ad avere vari film in arrivo, Mýa su Rap-up.com conferma che il quarto album, che dovrebbe chiamarsi Liberation, uscirà il 22 luglio 2007, dopo quattro anni di assenza dalle scene musicali. Il primo singolo Lock You Down con Lil Wayne dovrebbe uscire in radio per marzo dello stesso anno. Nel frattempo il brano Ayo! viene utilizzato come singolo promozionale. L'uscita dell'album viene posticipata di continuo a seguito di vari problemi, in primis passaggi dell'artista da una casa discografica all'altra. In realtà nel 2007 vengono pubblicati i singoli Lock You Down e Ridin', seguiti dai relativi video, ma entrambi sono dei flop totali; a causa di questo l'uscita dell'album non ha mai interessato l'etichetta della cantante, per timore di un investimento sbagliato. Nell'autunno del 2007 l'album è disponibile sulla versione giapponese di iTunes e poco dopo finisce in rete. A questo punto il progetto iniziale viene abbandonato e la cantante dichiara di lavorare all'uscita di un doppio disco: uno caratterizzato da canzoni ballabili e da discoteca (Liberation, con una track listing diversa dall'originale), l'altro pieno invece di ballate soul (chiamato Smoke & Mirrors).
Nel 2008 Mýa lascia la Motown e firma un contratto con l'etichetta indipendente Manhattan Records; nel dicembre dello stesso anno pubblica un nuovo album chiamato Sugar & Spice, anche questo esclusivamente per il mercato giapponese. Dato lo scarso successo anche di questo disco, viene pubblicato un solo singolo, Paradise.

### Beauty & the StreetseK.I.S.S. (Keep It Sexy & Simple)(2009-2013)
Viene pubblicato nell'agosto 2009 il disco Sugar & Spice: The Perfect Edition, che contiene nuovi remix e un inedito dal titolo Wish You Were Here (feat. Che'Nelle). Nel settembre seguente esce il mixtape Beauty & The Streets Vol. 1.
Dopo aver lavorato col produttore Junior Sanchez, nel febbraio 2011 pubblica su iTunes il brano Love Is the Answer. In Giappone invece viene diffuso il primo singolo estratto da K.I.S.S. (Keep It Sexy & Simple).
Questo album viene pubblicato nel mese di aprile del 2011 in Giappone, mentre la versione nordamericana del disco esce nel dicembre dello stesso anno in formato digitale.
Tra febbraio e aprile 2014 pubblica due EP in formato digitale.

### Smoove Jones(2016)
"Smoove Jones" rappresenta l'alterego di Mýa, il presentatore di una stazione radiofonica (anch'essa chiamata "Smoove Jones"). L'ascoltatore viene accompagnato, traccia dopo traccia, attraverso un viaggio musicale, ricelebrando il sound R&B/soul/hip-hop, con le reminiscenze degli anni settanta, ottanta, e novanta, riadattate in chiave moderna. Questo nuovo lavoro è più maturo e vissuto, sensuale, celebrativo e sexy. In brani come "Hold On" Mýa parla di esperienze di vita realmente vissute. Nel brano "Phya", Mýa ricorda quando nel soggiorno della sua adolescenza i genitori ascoltavano i dischi in vinile di Isaac Hayes e quelli degli Earth, Wind & Fire. Nell’Outro del disco Smoove Jones regala ai suoi fan mash up di alcuni passati successi di Mýa.
Vengono prodotti i singoli dall'album "Welcome To My World" e "Team You", dedicata ai suoi fan.
Nell'ottobre 2016 ha promosso per la PETA una campagna in favore del veganismo, raccontando in un video di essere vegana da tre anni per ragioni animaliste e salutistiche, e di essere precedentemente stata a lungo vegetariana.
Ai Grammy Awards 2017 l'artista riceve la candidatura nella categoria "Miglior album R&B" per Smoove Jones.

### TKO (The Knock Out)(2017-oggi)
Nel settembre 2017 pubblica il singolo Ready for Whatever, come primo estratto dal suo ottavo album in studio. Nel mese di novembre gli fa seguito un altro singolo dal titolo Ready, Part II.
Nel febbraio 2018 pubblica un terzo singolo, You Got Me. Nell'aprile 2018 pubblica il suo ottavo album in studio TKO (The Knock Out), prodotto da Lamar "MyGuyMars" Edwards. La promozione del disco va avanti con il singolo Damage.
Nel marzo 2018 recita nella serie TV statunitense 5th Ward The Series (UMC).
Nel 2020, Mya pubblica due singoli inediti: You Got Me Part II e Space and Time.

## Discografia
- 1998 - Mýa
- 2000 - Fear of Flying
- 2003 - Moodring
- 2007 - Liberation
- 2008 - Sugar & Spice
- 2011 - K.I.S.S. (Keep It Sexy & Simple)
- 2016 - Smoove Jones
- 2018 - TKO (The Knock Out)

## Filmografia

### Cinema
- Chicago, regia di Rob Marshall (2002)
- Dirty Dancing 2 (Dirty Dancing: Havana Nights), regia di Guy Ferland (2004)
- Shall We Dance?, regia di Peter Chelsom (2004)
- Cursed - Il maleficio (Cursed), regia di Wes Craven (2005)
- House Party, regia di Charles Kidd II (2023)

### Televisione
- All That – sketch comedy (1999)
- Fantasmi (Haunted) – serie TV, episodio 1x04 (2002)
- Missing – serie TV, episodio 2x10 (2004)
- NCIS - Unità anticrimine (NCIS) – serie TV, episodio 2x16 (2005)
- Yo Gabba Gabba! – serie TV, episodio 1x07 (2007)
- Bermuda Tentacles, regia di Nick Lyon – film TV (2014)